# Karasuk (flod)
Karasuk (russisk: Карасук) er en flod i Novosibirsk oblast i Rusland. Den er 531 km lang, med et afvandingsområde på 11.300 km².
Karasuk begynder omkring 100 km sydvest for Novosibirsk, på 190 moh. Den løber i sydvestlig retning gennem en bred dal i de sydlige dele af Barabasletten, til den munder ud i et endorheisk bækken med små søer og sumper omkring 105 moh, på grænsen til Kasakhstan. Ved høj vandstand løber noget vand fra øst for byen Karasuk i sydlig retning over Tjuman (russisk: Чуман) til floden Burla (russisk: Бурла), og en anden del i nordlig retning over greinen Baganjonok (russisk: Баганёнок) til floden Bagan (russisk: Баган). Karasuk har ingen større bifloder.
Ved flodens nedre løb ligger byen og jernbaneknudepunktet Karasuk.
Karasuks kildeområde blev 26. marts 2007 erklæret som specielt værneværdigt område.